# 바야모

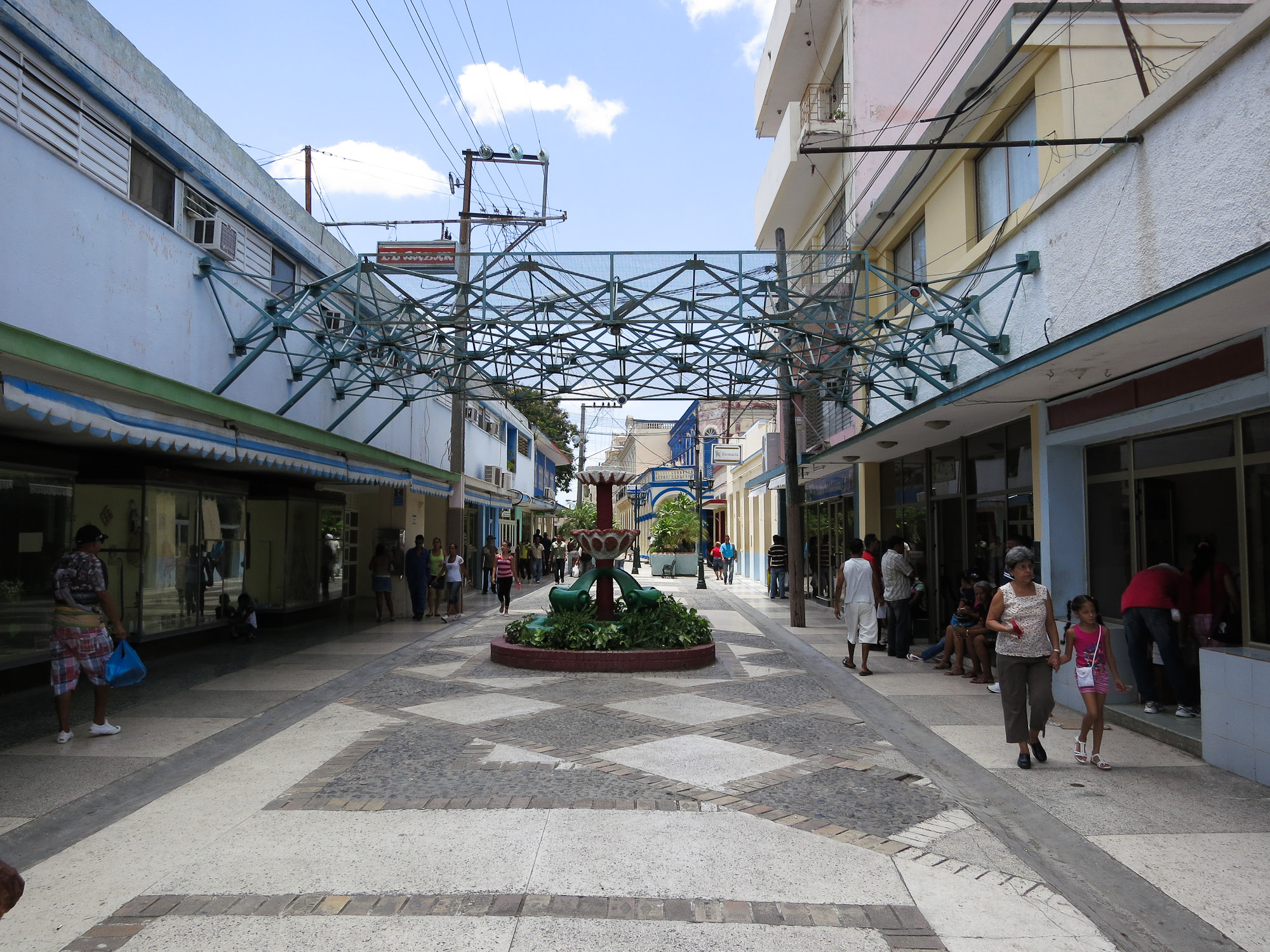
바야모

바야모(스페인어: Bayamo)는 쿠바의 도시로 그란마 주의 주도이며 면적은 918km2, 높이는 55m, 인구는 222,118명(2004년 기준), 인구 밀도는 242.0명/km2이다.

## 같이 보기
- 쿠바의 국가